# Сергий Язаджиев
Архимандрит Сергий Язаджиев (28 февруари 1924 – 3 юни 2008, София) е български духовник и преподавател по Свещено Писание на Новия Завет в Богословския факултет на Софийския университет до 1968. Автор е на редица апологетчни текстове от областта на новозаветните проучвания и икуменизма.

## Биография
Замонашва се през 1946 г. под духовното наставничество на свети архиепископ Серафим (Соболев) и Архимандрит доц д-р Серафим (Алексиев) и служи в Княжевския девически манастир
Аспирант (1951-1956), асистент (1955-1961), доцент (1961-1969) в Богословския факултет на Софийския университет. 29 ноември 1956 година защити кандидатската си дисертация на тема „Мисионерските речи на св. апостоли Петра и Павла в кн. Деяния на св. апостоли“.
През 1968 година те изразяват остро несъгласието си от смяната на календара в БПЦ и заради това напускат Духовната академия. След напускането на Духовната академия излизат редица негови и в съавторство с архим. Серафим публикации за стария календар и икуменическото движение.
Заедно с архимандрит Серафим, игумения Серафима (Ливен) и сестри на Княжевския манастир се присъединява към Българската старостилна църква.
Почива на 3 юни 2008 г. на 84 години в Княжевския манастир „Покров Богородичен“, където е и погребан в манастирския некропол и е почитан от своите духовни чеда като духовен старец, каквито в България се считат неговите учители и събратя като архим Назарий Кокалянски и др.

## Публикации
- „Мисионерските речи на св. апостоли Петра и Павла в кн. Деяния на св. апостоли“ // Годишник на Духовната Академия „Св. Климент Охридски“. София, 1967. № 17-18
- Quelques traits orthodoxes chez Blaise Pascal // Вестник Русского Западно-Европейского Патриаршего Экзархата. М., 1961. №38-39. стр. 105-120.
- Почему православному христианину нельзя быть экуменистом : пер. с болг. – Санкт-Петербург : [б. и.], 1992. – 303 с. : ил. – (Серия „Богословские труды и проповеди“). – Библиогр. в примеч.: с. 282-300. – ISBN 5-7058-0222-6
- Памяти духовного отца // Возвращение. 1993. – № 3.
- Ожидание новых „мессианских“ времён // альманах „Православие или смерть“. Москва. 1998. № 5. С. 21.